# Barbara Giza
Barbara Giza, död 1589, var en polsk mätress. Hon var mätress till Polens kung Sigismund II August 1570-1572.  
Hon var dotter till en köpman i Warszawa. Hon var protestant och uppges ha påverkat kungen i hans tolerans mot protestanterna, då hon var hans rådgivare i politiska frågor. Kungen ska ha planerat att gifta sig med henne, men avled innan giftermålet hann äga rum. 